# Httpd
L'acronimo Httpd significa Hypertext Transfer Protocol Daemon e sta ad indicare un software che eroga le funzionalità di un web server.
Questo programma viene eseguito in background su un web server e attende l'arrivo di richieste dalla rete. Il daemon risponde alle richieste in modo automatico e fornisce ipertesti e documenti multimediali sull'Internet usando il protocollo HTTP.
Tra i principali Httpd troviamo:
- Apache httpd, longevo web server open source sviluppato da Apache Software Foundation
- CERN httpd, web server sperimentale originale sviluppato al CERN
- Lighttpd HTTP server, web server light-weight sviluppato a partire dal CERN httpd

Altri software includono:
- Mongoose
- NCSA httpd
- Null httpd
- thttpd